# Combretum perakense
Combretum perakense är en tvåhjärtbladig växtart som beskrevs av M. Gangopadhyay och T. Chakrabarty. Combretum perakense ingår i släktet Combretum och familjen Combretaceae. Inga underarter finns listade i Catalogue of Life.